# Gregorio V de Ostia
Gregorio (f. 9 de mayo de 1044) fue abad del monasterio de san Cosme y san Damián en Roma. Juan XVIII lo nombró obispo de Ostia y luego cardenal. Es venerado como santo de la Iglesia católica y su festividad es el 9 de mayo. Vivió cinco años en España como legado del papa Juan XVIII.
Sus reliquias se guardaban en una basílica dedicada a él en Sorlada (Navarra, España), que fue muy venerada los siglos XVII al XIX por su poder de alejar las plagas de los campos. Es el patrón de Alcoy, Cervera de la Cañada, Riaza, Arenales de San Gregorio y de Baltanás.

## Historia
A medio camino entre la historia y la leyenda, el cardenal y obispo de Ostia, bibliotecario apostólico del papa Juan XVIII en Roma, fue enviado por Benedicto IX a tierras del Reino de Pamplona en 1039, durante el reinado de García el de Nájera, había muerto el 9 de mayo de 1044 en Logroño, durante una visita pastoral para contrarrestar exitosamente una plaga de langosta. Cargados sus restos sobre los lomos de una borrica murió el animal sobre el Alto de Piñalba o Piñava, en Sorlada. Por ello se levantó un templo sobre el lugar donde se guardaron sus restos en un arca recia, cubierta de plata.
La bibliografía sobre este santo prolifera, «es muy copiosa», durante los siglos XVI, XVII y XVIII, donde destacan tratadistas como Andrés de Salazar, Constantino Cayetano, Gaspar Miranda Argáiz, obispo de Pamplona, Juan Pedro Moreno Arias o Luis de Valdivia.